# Gnophosema minima
Gnophosema minima är en fjärilsart som beskrevs av Ebert 1965. Gnophosema minima ingår i släktet Gnophosema och familjen mätare. Inga underarter finns listade i Catalogue of Life.